# Wimmersberg
Der Wimmersberg ist ein Ortsteil des Velberter Stadtteils Tönisheide im Stadtbezirk Neviges. Der Ortsteil hatte am 1. Januar 2019 1132 Einwohner.